# Rašid Nurgalijev

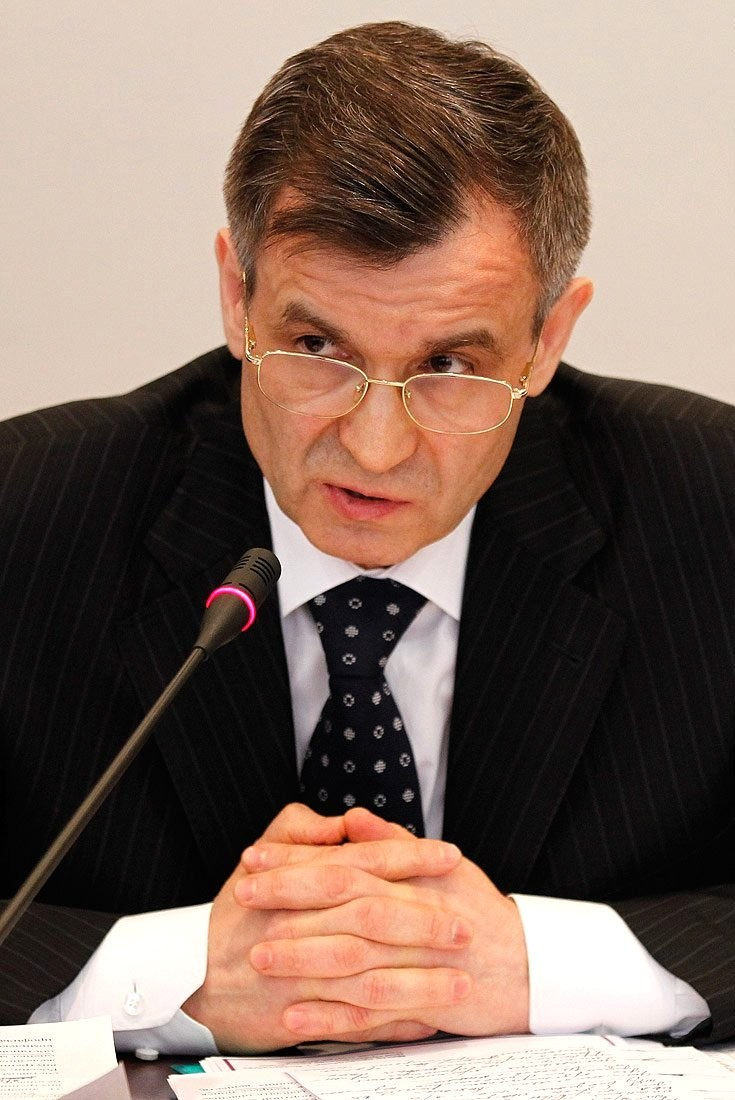
Rašid Nurgalijev

Rašid Gumarovič Nurgalijev (rusky Рашид Гумарович Нургалиев, * 8. října 1956 v Žitikara, Kazašská SSR, Sovětský svaz) je ruský generál a politik tatarské národnosti, v letech 2003 až 2012 ruský ministr vnitra.

## Život
V roce 1979 ukončil studium v Petrozavodsku a v letech 1981–1995 pracoval v Karélii pro KGB a její nástupnickou organizaci. V roce 1995 se přesunul do Moskvy a pokračoval v práci pro bezpečnostní služby, naposled pro Federální službu bezpečnosti (FSB).
Je ženatý a má dva syny, Maxima a Rašida. Vyznáním je pravoslavný křesťan.

## Politická kariéra
V roce 2002 se stal prvním náměstkem ministerstva vnitra, v roce 2003 se stal úřadujícím ministrem vnitra, řádně tuto funkci vykonával od následujícího roku až do roku 2012. Poté, co byl nahrazen Vladimirem Kolokolcevem, stal se náměstkem tajemníka ruské Bezpečnostní rady.
Je členem strany Jednotné Rusko.
V roce 2011 vzbudil pozornost svým názorem, že by bylo vhodné regulovat nebo cenzurovat Internet za účelem ochrany ruské kultury.
Kvůli podpoře ruské invaze na Ukrajinu figuruje na sankčních seznamech mnoha západních zemí.